# Улица Адама Мицкевича (Киев)
Улица Ада́ма Мицкевича (укр. Ву́лиця Ада́ма Міцке́вича) — улица в Соломенском районе Киева (Украина) в жилом массиве Первомайский. Пролегает от Чоколовского бульвара до Искровской улицы. Приобщается улица Ивана Светличного.

## История
Улица возникла во 2-й половине 50-х годов XX века под названием Сдвижский переулок (по другим источникам — Воздвиженский). Современное название улица приобрела лишь с 1961 года .
Улица названа в честь выдающегося польского поэта, публициста, переводчика, философа, общественно-политического деятеля Адама Бернарда Мицкевича (1798—1855). 
В начале февраля 1825 года он находился в Киеве проездом из Санкт-Петербурга в Одессу. 
19 декабря 2021 года на доме №6 поэту была установлена памятная доска.